# Jonas Jacobsson
Jonas Jacobsson (Norrköping, 22 giugno 1965) è un tiratore a segno svedese, vincitore di 30 medaglie paralimpiche.

## Biografia
Ha partecipato a 10 edizioni consecutive dei Giochi paralimpici estivi tra il 1980 e il 2016, vincendo complessivamente 17 medaglie d'oro, 4 d'argento e 9 di bronzo.
Nel 2008 divenne il primo atleta con disabilità a ricevere la Medaglia d'oro dello Svenska Dagbladet.

## Palmarès
- Giochi paralimpici

Arnhem 1980: oro nella carabina in piedi mista 2-5; bronzo nella carabina 3 posizioni mista 2-5.
New York 1984: oro nella carabina in piedi a squadre maschile 1A-6; argento nella carabina 3 posizioni a squadre maschile 1A-6, carabina in ginocchio a squadre maschile 1A-6, carabina in piedi maschile 2-6; bronzo nella carabina 3 posizioni maschile 2-6, carabina a terra maschile 1A-6.
Seul 1988: oro nella carabina a terra a squadre mista 2-6; bronzo nella carabina 3 posizioni a squadre mista 2-6, carabina in piedi a squadre mista 2-6.
Barcellona 1992: oro nella carabina in piedi maschile SH2, Mixed Olympic Match SH2; bronzo nella carabina mista 3×40 SH2.
Atlanta 1996: oro nella carabina maschile 3×40 SH1, Mixed English match SH1; bronzo nella carabina a terra mista SH1.
Sydney 2000: oro nella carabina libera maschile 3×40 SH1, carabina libera a terra mista SH1; bronzo nella carabina a terra mista SH1, carabina in piedi maschile SH1.
Atene 2004: oro nella carabina a terra mista SH1, carabina in piedi maschile SH1, carabina libera maschile 3x40 SH1, carabina a terra libera mista SH1.
Pechino 2008: oro nella carabina in piedi maschile SH1, carabina libera maschile 3x40 SH1, carabina libera a terra mista SH1.
Londra 2012: oro nella carabina libera maschile 3x40 SH1; argento nella carabina libera in piedi maschile SH1.